# ماینفلینگن
ماینفلینگن (به آلمانی: Mainflingen) یک منطقهٔ مسکونی در آلمان است که در ماینهاوزن واقع شده‌است. ماینفلینگن ۹٫۳۰ کیلومتر مربع مساحت دارد ۱۱۰ متر بالاتر از سطح دریا واقع شده‌است.